# Viv Solomon-Otabor
Viv Efosa Solomon-Otabor (Londra, 2 gennaio 1996) è un calciatore inglese con cittadinanza nigeriana, centrocampista dell'Al-Uruba.

## Carriera
Dopo varie stagioni trascorse tra la seconda e la sesta divisione inglese, nella stagione 2019-2020 ha giocato 19 partite nella massima serie bulgara con il CSKA Sofia. Ha poi trascorso un'ulteriore stagione nella terza divisione inglese al Wigan prima di trasferirsi in Scozia, dove nella prima metà della stagione 2021-2022 ha giocato 7 partite in massima serie con la maglia del St. Johnstone.
Il 29 gennaio 2022 viene acquistato a titolo definitivo dalla squadra ucraina del Ruch L'viv.

## Statistiche

### Presenze e reti nei club
Statistiche aggiornate al 31 gennaio 2022.
| Stagione               | Squadra                | Campionato             | Campionato | Campionato | Coppe nazionali | Coppe nazionali | Coppe nazionali | Coppe continentali | Coppe continentali | Coppe continentali | Altre coppe | Altre coppe | Altre coppe | Totale | Totale |
| Stagione               | Squadra                | Comp                   | Pres       | Reti       | Comp            | Pres            | Reti            | Comp               | Pres               | Reti               | Comp        | Pres        | Reti        | Pres   | Reti   |
| ---------------------- | ---------------------- | ---------------------- | ---------- | ---------- | --------------- | --------------- | --------------- | ------------------ | ------------------ | ------------------ | ----------- | ----------- | ----------- | ------ | ------ |
| feb.-mag. 2014         | Oxford City            | CN                     | 12         | 1          |                 | -               | -               |                    | -                  | -                  |             | -           | -           | 12     | 1      |
| 2015-2016              | Birmingham City        | FLC                    | 22         | 1          | FACup+CdL       | 1+2             | 0               |                    | -                  | -                  |             | -           | -           | 25     | 1      |
| 2016-gen. 2017         | Birmingham City        | FLC                    | 3          | 0          | FACup+CdL       | 1+1             | 0               |                    | -                  | -                  |             | -           | -           | 5      | 0      |
| gen.-mag. 2017         | Bolton                 | FL1                    | 4          | 0          |                 | -               | -               |                    | -                  | -                  |             | -           | -           | 4      | 0      |
| 2017-2018              | Blackpool              | FL1                    | 44         | 5          | FACup+CdL       | 1+1             | 0               |                    | -                  | -                  | FLT         | 1           | 0           | 47     | 5      |
| 2018-gen. 2019         | Birmingham City        | FLC                    | 8          | 1          | FACup+CdL       | 1+1             | 0               |                    | -                  | -                  |             | -           | -           | 10     | 1      |
| Totale Birmingham City | Totale Birmingham City | Totale Birmingham City | 33         | 2          |                 | 7               | 0               |                    | -                  | -                  |             | -           | -           | 40     | 2      |
| gen.-mag. 2019         | Portsmouth             | FL1                    | 7+2        | 1+0        |                 | -               | -               |                    | -                  | -                  | FLT         | 1           | 0           | 10     | 1      |
| 2019-2020              | CSKA Sofia             | 1L                     | 19         | 1          | CB              | 2               | 0               | UEL                | 1                  | 0                  |             | -           | -           | 22     | 1      |
| 2020-2021              | Wigan                  | FL1                    | 28         | 2          | FACup+CdL       | 0+1             | 0               |                    | -                  | -                  | FLT         | 2           | 0           | 31     | 2      |
| 2021-gen. 2022         | St. Johnstone          | SP                     | 7          | 0          | CS+CdL          | 0               | 0               |                    | -                  | -                  |             | -           | -           | 7      | 0      |
| gen.-mag. 2022         | Ruch L'viv             | PL                     | 0          | 0          |                 | -               | -               |                    | -                  | -                  |             | -           | -           | 0      | 0      |
| Totale carriera        | Totale carriera        | Totale carriera        | 156        | 12         |                 | 12              | 0               |                    | 1                  | 0                  |             | 4           | 0           | 173    | 12     |

## Palmarès

### Club

#### Competizioni nazionali
- English Football League Trophy: 1

Portsmouth: 2018-2019